# Longana (Ravenna)
Longana è una frazione del comune di Ravenna, nell'omonima provincia; amministrativamente fa parte della circoscrizione di Roncalceci.

## Descrizione
Il centro abitato ha una popolazione di 108 persone, mentre nel territorio della frazione vivono 450 abitanti.
L'abitato, a sviluppo lineare, è distribuito lungo la statale 67 Tosco-Romagnola.
La parrocchia (intitolata a sant'Apollinare) appartiene al vicariato Ravennate della diocesi di Forlì-Bertinoro, quest'ultima facente parte dell'Arcidiocesi di Ravenna-Cervia.

## Monumenti
La chiesa parrocchiale è un'antica pieve di cui si hanno notizie dal 1079. È costruita sopra una più antica cappella edificata sul luogo che la tradizione identifica come quello della prima sepoltura del santo. Si tratta di un edificio a navata unica, rettangolare, che ha subito vari rimaneggiamenti nel corso dei secoli, fra cui l'abbattimento dell'abside e lo spostamento della porta d'ingresso: ora infatti l'ingresso della chiesa è rivolto verso la strada SS 67, mentre l'ingresso originario era sul lato opposto della chiesa, dove è tuttora visibile il vecchio portale murato.

## Infrastrutture e trasporti
Fra il 1883 e il 1929 Longana era servita da una fermata sulla tranvia Forlì-Ravenna che percorreva l'argine sinistro del fiume Ronco e rappresentò all'epoca un importante strumento di sviluppo economico della zona.

## Galleria d'immagini

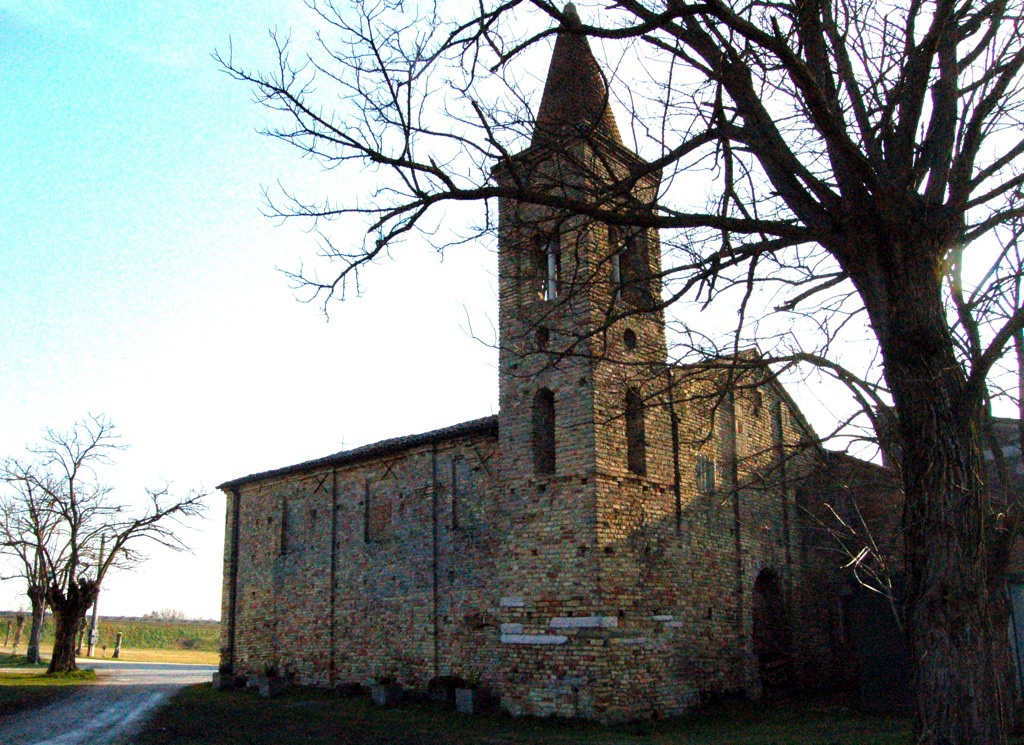
L'antico ingresso della Chiesa di Sant'Apollinare a Longana, con il portale murato
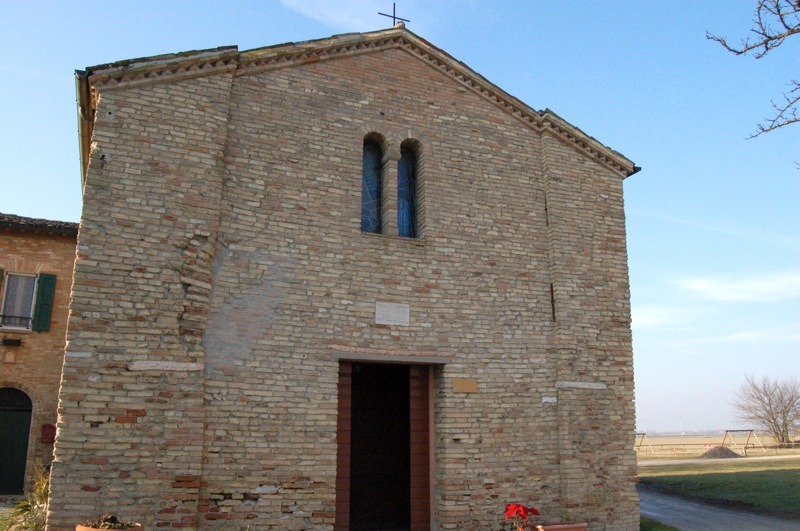
L'ingresso attuale della chiesa